# Тифлисская экспроприация

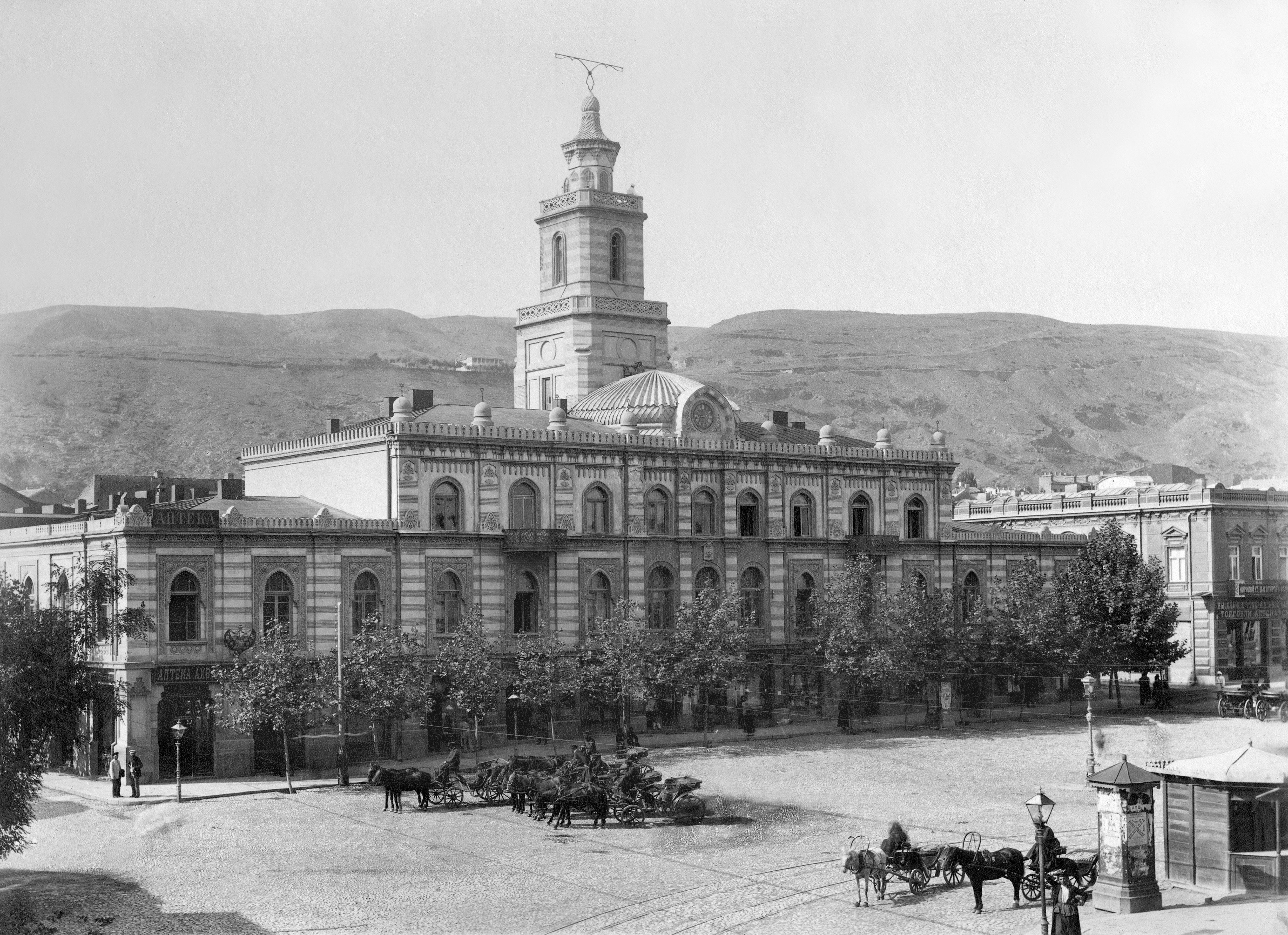
Площадь Эриванского в Тифлисе — место, где произошла экспроприация.

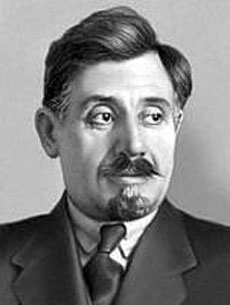
Камо. Руководитель ограбления.

Тифли́сская экспроприа́ция (груз. ტფილისის ბანკის ძარცვა) — нападение 13 (26) июня 1907 года в Тифлисе (ныне — Тбилиси, Грузия) на карету казначейства при перевозке денег из почты в Тифлисское отделение Государственного банка. Нападение было осуществлено большевиками под руководством Камо, и признано одним из самых громких за время революции 1905—1907 годов. В пересчёте по курсу 2012 года было украдено около 5 млн долларов США.
Экспроприация была организована рядом руководителей большевиков, в числе которых были Владимир Ленин, Иосиф Сталин, Максим Литвинов, Л. Б. Красин и А. А. Богданов. Целью ограбления было пополнение кассы партии. Поскольку такая деятельность была прямо запрещена на V съезде Российской социал-демократической рабочей партии (РСДРП), так как грабежи и убийства вызвали возмущение в партии против большевиков, Ленин и Сталин пытались дистанцироваться от ограбления. События вокруг этого инцидента и подобных операций вызвали раскол большевистского руководства между Лениным с одной стороны и Богдановым и Красиным с другой. Несмотря на успех ограбления, большевики не смогли использовать большинство крупных купюр, так как их номера были известны полиции. Ленин планировал одновременное обналичивание крупных банкнот различными лицами в различных банках по всей Европе в январе 1908 года, но этот план провалился, в результате чего несколько участников были арестованы, а дело получило мировую огласку и негативную реакцию у европейских социал-демократов.

## Исторический контекст

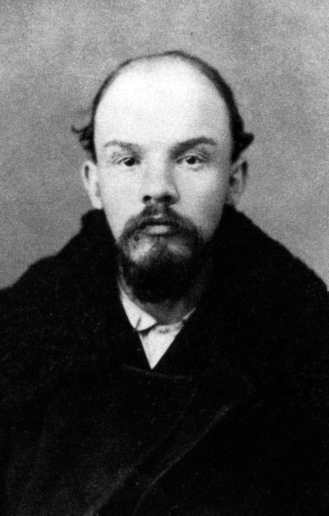
Полицейская фотография Ленина, декабрь 1895 г.

РСДРП, предшественник Коммунистической партии Советского Союза, была организована в 1898 году. Её целью была организация марксистской пролетарской революции в Российской Империи. В рамках своей революционной деятельности РСДРП и другие революционные группы (такие, как анархисты и эсеры) практиковали различные боевые операции, в том числе «экспроприации», как иносказательно назывались вооружённые ограбления государственных или частных фондов для поддержки его революционной деятельности.
В 1903 г. РСДРП раскололась на две фракции: большевиков и меньшевиков. После подавления революции 1905 года РСДРП провела свой V съезд в мае-июне 1907 г. в Лондоне с целью урегулировать разногласия между большевиками и меньшевиками. Один из вопросов, по которому разделялись фракции, было расхождение взглядов на боевую деятельность, в частности, «экспроприации». Наиболее радикальная группа большевиков под руководством Ленина выступала за продолжение использования грабежей, в то время как меньшевики выступали за более мирный и постепенный подход к революции и против боевых операций. На V съезде была принята резолюция, которая осуждала участие в боевых операциях, включая «экспроприации», и призвала к роспуску всех боевых групп. За эту резолюцию проголосовали 65 процентов участников при 6 процентах против (остальные воздержались или не голосовали), за резолюцию проголосовали все меньшевики и большинство большевиков.
Несмотря на запрет создания в партии сепаратных руководящих органов, в ходе V съезда большевики тайно от остальной части РСДРП избрали так называемый Большевистский центр. Большевистский центр возглавлялся «Финансовой группой» в составе Ленина, Леонида Красина и Александра Богданова. В числе других партийных мероприятий большевистское руководство запланировало ряд экспроприаций в разных городах России во время V съезда и крупное ограбление в Тифлисе, которое произошло всего через несколько недель после окончания V съезда.

## Подготовка
Накануне V съезда высокопоставленные большевики провели встречу в Берлине в апреле 1907, где обсуждали организацию ограбления с целью получить средства на закупку оружия. Во встрече участвовали Ленин, Красин, Богданов, Иосиф Сталин и Максим Литвинов. Группа поручила Сталину, известному под кличкой Коба[b], и Симону Тер-Петросяну, известному как Камо, организовать ограбление банка в городе Тифлис.
29-летний Сталин жил в Тифлисе с женой Екатериной и новорождённым сыном Яковом. Сталин имел опыт в организации ограблений, и это помогло ему стать основным поставщиком средств для партии. Камо, на четыре года моложе Сталина, имел репутацию безжалостного боевика, он руководил «боевой революционной дружиной». Сталин отзывался о Камо как о «мастере маскировки», Ленин называл его «кавказским бандитом». Сталин и Камо вместе выросли, под влиянием Сталина Камо стал марксистом.
После апрельского совещания Сталин и Литвинов отправились в Тифлис, чтобы сообщить Камо о планах партии и участвовать в организации операции. 
В Тифлисе Сталин начал планировать ограбление. Он установил контакт с двумя лицами, имевшими информацию о состоянии банковских операций: банковским клерком по имени Гиго Касрадзе и старым школьным товарищем Вознесенским. Вознесенский позже заявил, что согласился участвовать в краже, так как был поклонником романтической поэзии Сталина. Вознесенский работал в банковской почтовой службе, что давало ему доступ к секретным графикам перевозки денег. Он сообщил Сталину, что 26 июня 1907 года в банк конным экипажем будет доставлена крупная партия денег.
Красин помог в изготовлении бомбы, которая использовалась при нападении на экипаж. Группа Камо привезла бомбы в Тифлис, спрятав их внутри дивана. За несколько недель до ограбления во время попытки установить детонатор одна из бомб Красина взорвалась в руках Камо. Взрыв сильно повредил ему глаз и оставил на лице шрам. Камо в течение месяца был прикован к постели, и к моменту ограбления ещё не полностью восстановился.

## Экспроприация

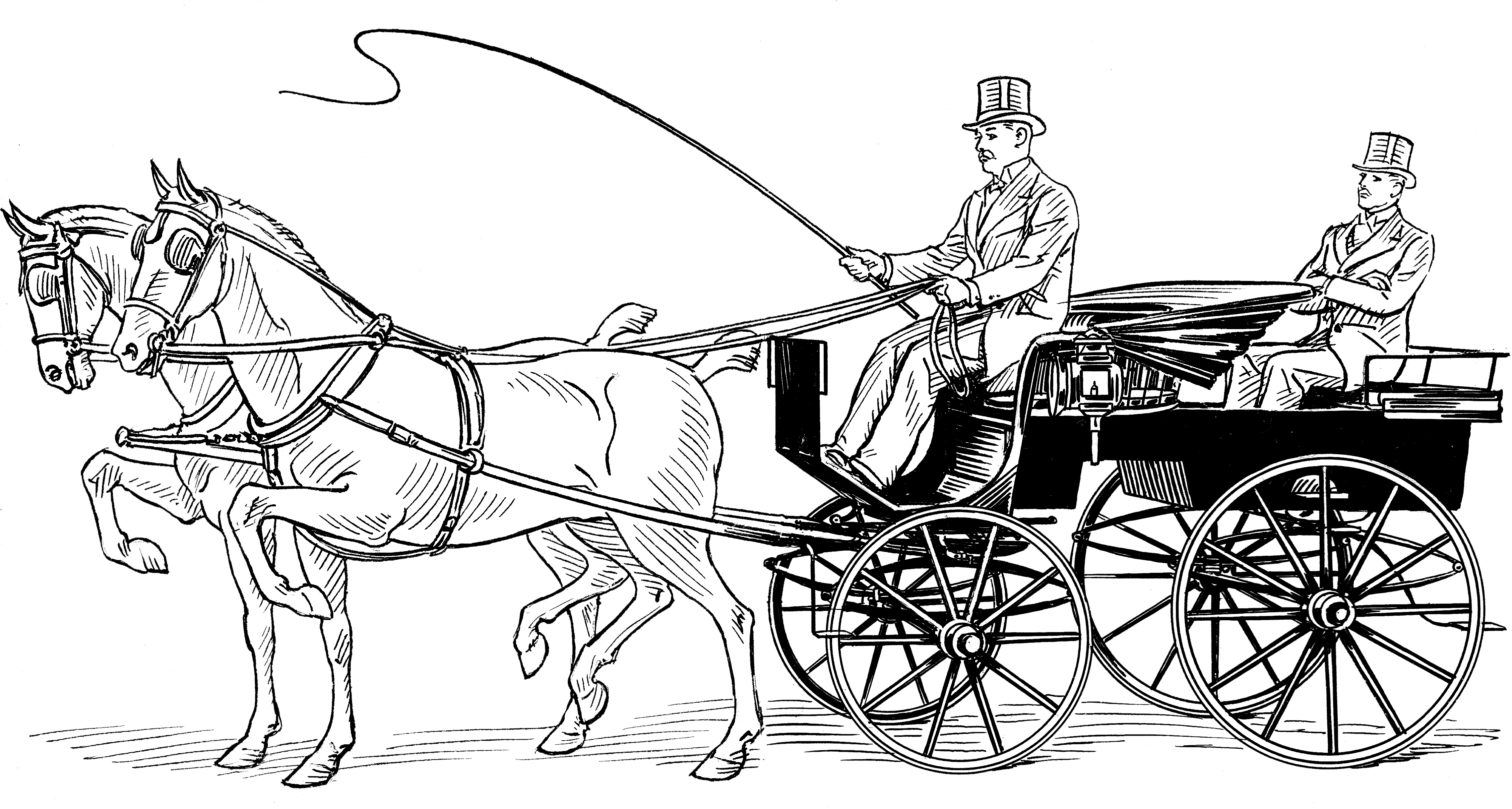
Фаэтон этого типа использовался при ограблении

В день экспроприации, 26 июня 1907 года, 20 организаторов, в том числе и Сталин, встретились возле площади Эриванского, после чего отправились на предназначенные им по плану позиции. Местным властям стало известно о планировании крупной акции в Тифлисе, поэтому были усилены наряды полиции на площади Эриванского. Участники операции заметили усиление мер безопасности и разместили наблюдателей, имевших хороший обзор площади сверху.
Члены банды в основном были одеты, как крестьяне, и ждали на улице с револьверами и гранатами. В отличие от других, Камо был одет, как кавалерийский капитан, и выехал на площадь в конном фаэтоне.
Готовясь к ограблению, заговорщики заняли таверну «Тилипучури», выходящую на площадь. Свидетель Давид Сагирашвили позже заявил, что он находился на площади, когда его друг Бачуа Куприашвили, который позже оказался одним из грабителей, пригласил его в таверну и попросил оставаться там. Оказавшись внутри таверны, Сагирашвили понял, что несколько вооружённых людей удерживали внутри посетителей. Когда они получили сигнал, что банковский экипаж приближается к площади, быстро покинули здание с пистолетами наготове.
Тифлисское отделение Государственного банка Российской империи организовало транспортировку средств между почтовым отделением и Государственным банком на конном экипаже. Внутри дилижанса размещались деньги, двое охранников с винтовками, кассир Государственного банка Курдюмов и счетовод Головня. Позади экипажа двигался фаэтон с вооружёнными солдатами; спереди, рядом и позади экипажа ехали конные казаки.
Экипаж проехал через переполненную площадь около 10:30 утра. По сигналу Куприашвили боевики бросили гранаты, убив несколько лошадей и охранников, и начали стрельбу по оставшимся живыми охранникам и полицейским на площади. Бомбы были брошены со всех сторон. Грузинская газета Исари сообщила: «никто не мог сказать, был ли страшный грохот результатом стрельбы из орудий или взрыва бомб … звук вызвал панику везде … во всём городе, люди побежали. Повозки и телеги скакали прочь». Взрывы были настолько сильными, что повалили несколько дымовых труб и выбили стёкла в радиусе мили. Екатерина Сванидзе, жена Сталина, стояла на балконе в своём доме недалеко от площади с семьёй и маленьким ребёнком. Когда они услышали взрывы, то в ужасе бросились обратно в дом.
Одна из раненых лошадей, запряжённых в банковский дилижанс, потащила экипаж. Куприашвили, Камо и ещё один участник ограбления, Датико Чибриашвили, бросились за ним. Куприашвили бросил гранату, которая оторвала лошади ноги, но был оглушён взрывом и упал на землю. Вскоре он пришёл в сознание и покинул площадь, прежде чем к полицейским и военным прибыло подкрепление. Чибриашвили вытащил из дилижанса мешки с деньгами, в то время как Камо ехал на фаэтоне, стреляя из пистолета. Чибриашвили и ещё один грабитель бросили деньги в фаэтон Камо. Из-за недостатка времени они оставили в дилижансе двадцать тысяч рублей, часть из которых была украдена одним из кучеров дилижанса, впоследствии арестованным за кражу.
Экспроприация была осуществлена большевиками Тифлисской организации РСДРП под руководством С. А. Тер-Петросяна (Камо) через несколько недель после завершения Лондонского съезда РСДРП, принявшего резолюцию о запрете экспроприаций.

## Дальнейшие события

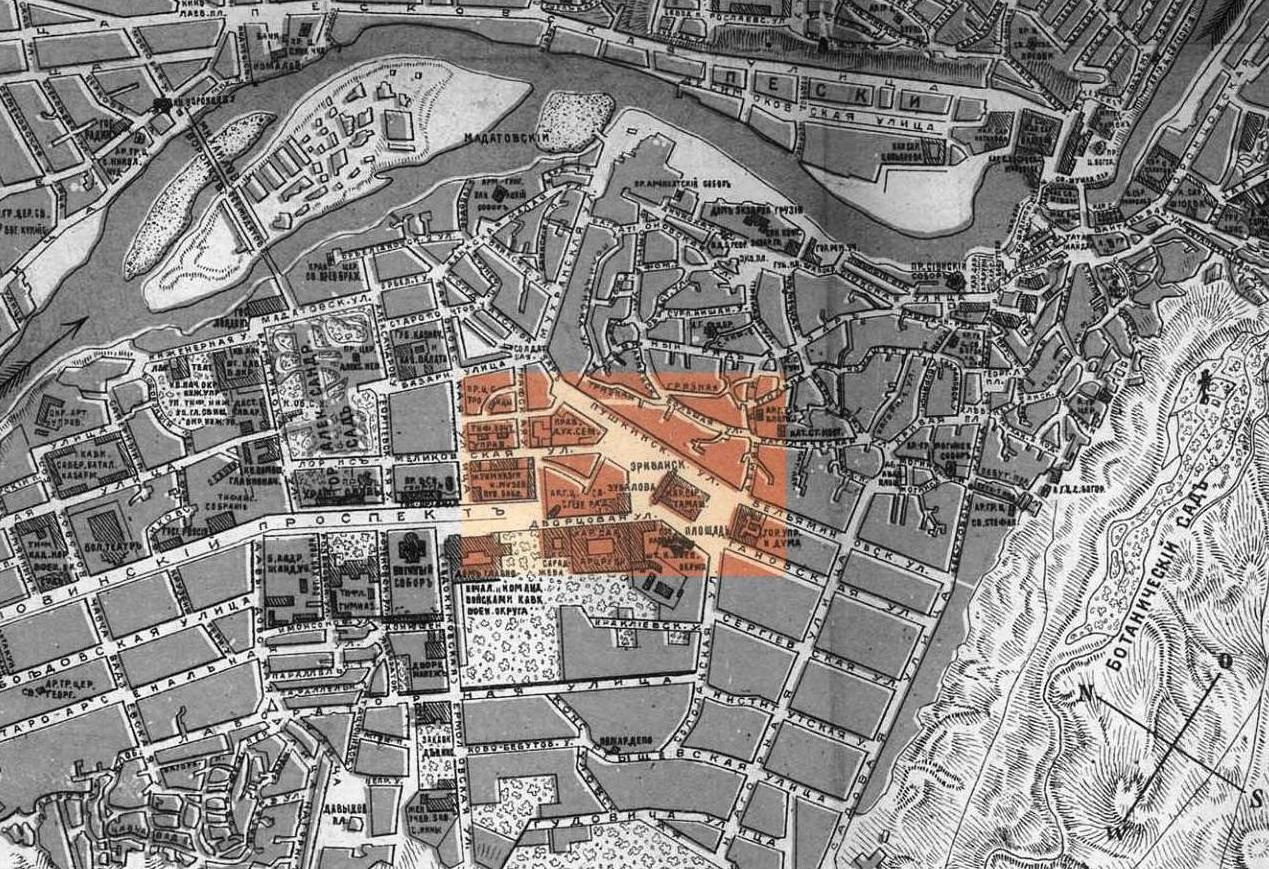
Площадь Эриванского и прилегающие улицы, выделенные на фрагменте карты Тифлиса 1913 года.

Получив деньги, Камо быстро покинул площадь; встретив полицейские экипажи, он крикнул: «Деньги в безопасности. Бежать на площадь». Полицейские в экипаже повиновались, только потом поняв, что это был убегающий грабитель. Камо отправился в штаб-квартиру банды, где переоделся. Все бандиты быстро разошлись, ни один из них не был пойман.
Один из грабителей, Элисо Ломинадзе, украл учительскую форму и, переодевшись, вернулся на площадь, чтобы оценить ситуацию. Наряду с мёртвыми людьми и лошадьми на площади лежало около пятидесяти раненых. Власти объявили о трёх погибших, но документы из архивов охранки показывают, что в действительности погибших было около сорока.
Государственный банк не сообщил точную сумму потерь, по оценке они составляли примерно 341 тыс. руб., что составляет около 3,4 миллиона долларов по курсу 2008 года. Около 91 тыс. рублей в небольших купюрах, которые невозможно было отследить, остальная сумма — в крупных 500-рублёвых купюрах, номера которых были известны полиции.

## Роль Сталина

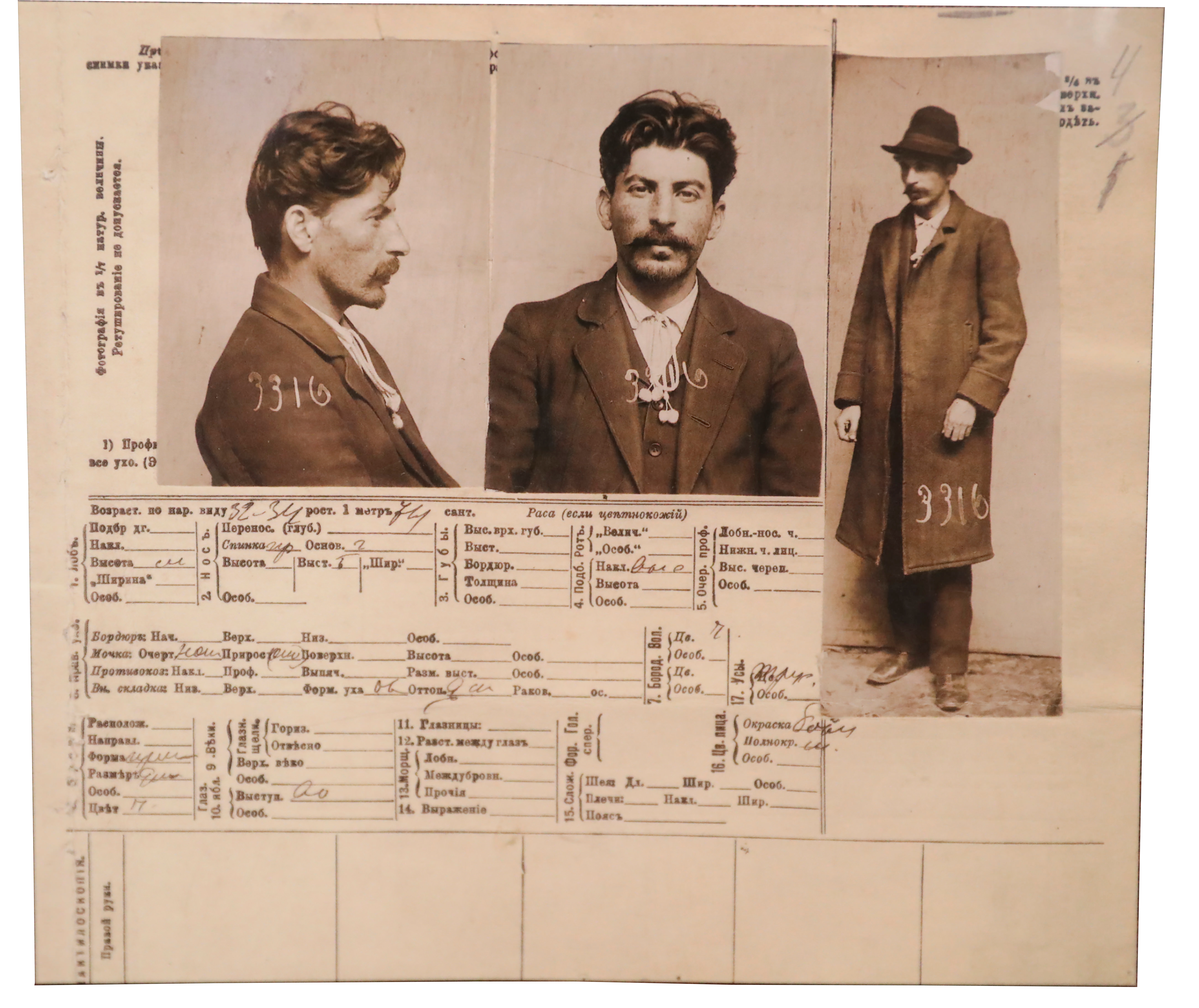
Информационная карточка на И. В. Сталина, из архивов секретной полиции в Санкт-Петербурге, 1911 г.

Точные действия Сталина в день ограбления неизвестны и спорны. Один из источников, П. А. Павленко, утверждал, что Сталин участвовал в нападении и был ранен осколком бомбы. Камо позже заявил, что Сталин принимал активное участие в ограблении и наблюдал за операцией издалека. Другой источник утверждал в полицейском отчёте, что Сталин «наблюдал за безжалостным кровопролитием из двора особняка, куря сигарету». Другой источник утверждает, что на самом деле Сталин во время ограбления был на железнодорожном вокзале, а не на площади. Двоюродная сестра Сталина рассказывает, что Сталин вернулся домой в ночь ограбления и рассказал семье об успехе операции.
Роль Сталина в дальнейшем обсуждали его соратники по партии Борис Николаевский и Лев Троцкий. В своей книге «Сталин — Оценка человека и его влияние», Троцкий проанализировал многочисленные публикации, описывающие Тифлисскую экспроприацию и другие операции большевиков того времени, и пришёл к выводу, что Сталин руководил операциями издалека. По словам Николаевского, «роль Сталина в деятельности группы Камо была впоследствии преувеличена». Кун позже обнаружил официальные архивные документы, которые чётко показывают, что «с конца 1904 или в начале 1905 г. Сталин принял участие в составлении планов по экспроприации», добавляя «теперь ясно, что Сталин с самого начала контролировал планы группы», которая осуществила Тифлисское ограбление.

## Расследование

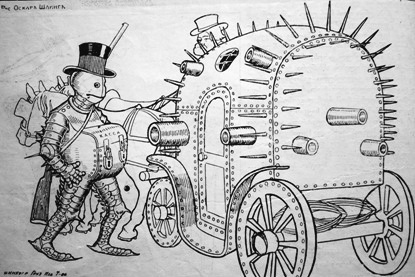
«Необходимое оборудование для перевозки денег», карикатура Оскара Шмерлинга из Georgian press, 1906 г.

Об ограблении писали газеты по всему миру: «Rain of Bombs: Revolutionaries Hurl Destruction among Large Crowds of People» («Дождь бомб: революционеры устроили взрывы в большой толпе людей») в лондонской «Дейли Миррор», «Tiflis Bomb Outrage» («Возмущение взрывами в Тифлисе») в «Таймс», «Catastrophe!» («Катастрофа!») в парижской «Le Temps», «Bomb Kills Many; $170,000 Captured» («Бомба убила множество людей, захвачено $170,000») в Нью-Йорк Таймс.
Власти мобилизовали армейские подразделения, закрыли дороги и окружили площадь в надежде вернуть деньги и захватить преступников. Для ведения расследования была доставлена специальная группа детективов. К сожалению для следствия, показания свидетелей были запутанными и противоречивыми, власти не смогли установить, какая группа несёт ответственность за ограбление. Подозрение пало на польских социалистов, армян, анархистов, социалистов-революционеров и даже на российские государственные органы.
По сведениям Бракмана, через несколько дней после ограбления агент охранного отделения Мухтаров допросил Сталина в секретной квартире. Ходили слухи о том, что некоторые свидетели во время ограбления видели Сталина пассивно наблюдающим за происходящим. Мухтаров спросил Сталина, почему он не сообщил им об этом, в ответ Сталин заявил, что он предоставил властям соответствующую информацию, чтобы предотвратить преступление. Допрос перерос в горячий спор; Мухтаров ударил Сталина по лицу, но был остановлен другими офицерами охранки. После этого инцидента, Мухтаров был отстранён от работы в охранке, а Сталину приказали оставить Тифлис и уехать в Баку, чтобы дожидаться решения по данному делу. Сталин уехал из Баку с 20 000 рублей украденных денег в июле 1907. Несмотря на утверждения Бракмана, что он нашёл доказательства сотрудничества Сталина с Охранкой, этот вопрос остаётся предметом споров среди историков на протяжении многих десятилетий и до сих пор не решён.

## Перемещение денег и арест Камо

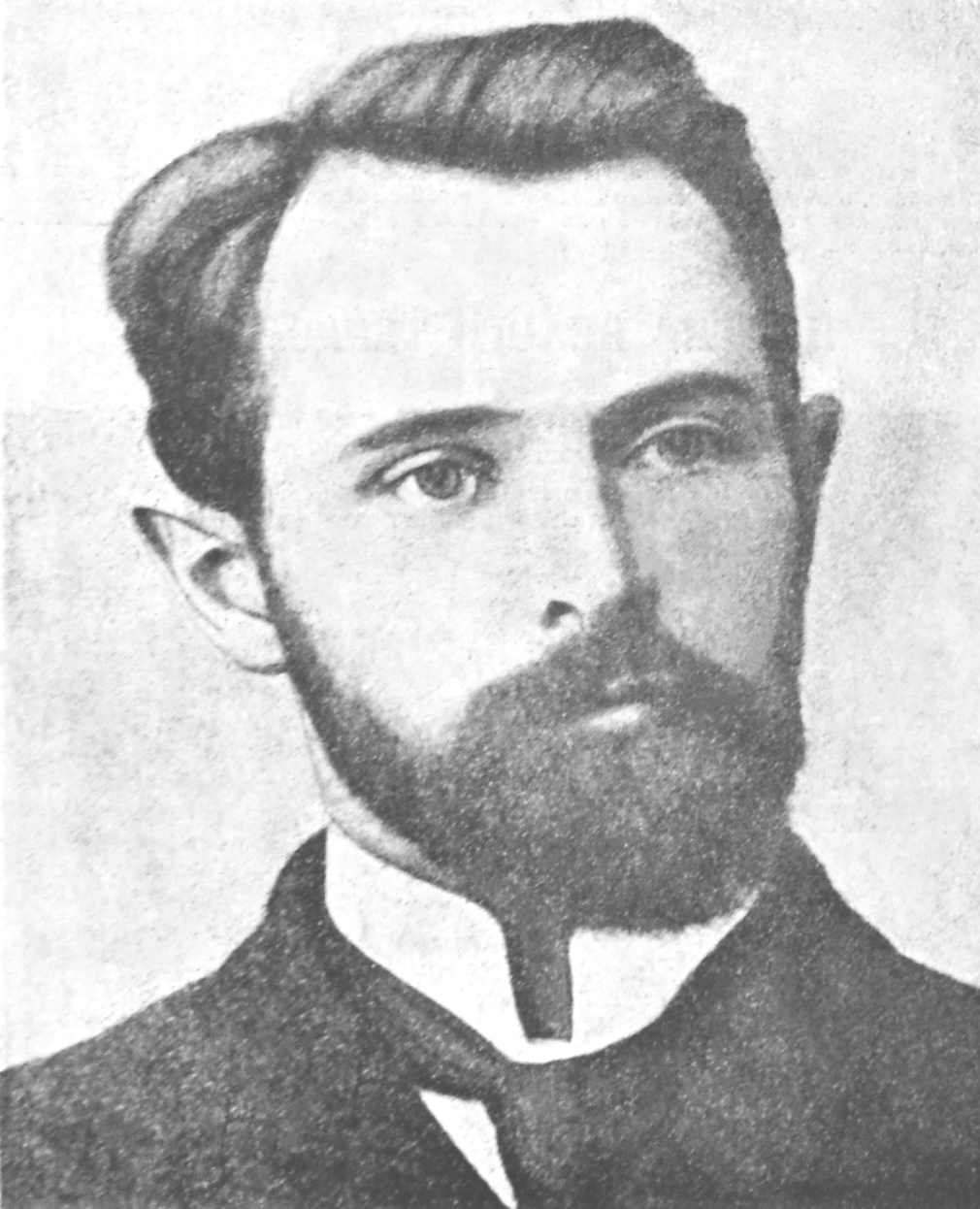
Леонид Красин, ок. 1903 г.

Средства от ограбления изначально хранились в доме друзей Сталина в Тифлисе, Миха и Маро Бочоридзе. Деньги были зашиты в матрас так, что их можно было легко хранить и перевозить, не вызывая подозрений. Матрас был перенесён в другое безопасное место, потом постелен на диване директора в Тифлисской метеорологической обсерватории, возможно потому, что Сталин работал там. Некоторые источники утверждают, что Сталин сам помог положить деньги в обсерватории. Директор заявил, что не знал, что похищенные деньги хранились в его кабинете.
Большая часть украденных денег в конце концов оказалась у Камо. Он перевёз деньги Ленину в Финляндию, которая была тогда частью Российской Империи. Остаток лета Камо провёл на даче Ленина. Осенью Камо отправился в Париж, затем в Бельгию для покупки оружия и боеприпасов, и в Болгарию, чтобы купить 200 детонаторов. Затем он отправился в Берлин и передал письмо от Ленина видному большевику врачу Якову Житомирскому, в котором просил оказать медицинскую помощь Камо, ещё не полностью оправившемуся от взрыва бомбы. Ленин не знал, что Житомирский был тайным агентом российского правительства, который сразу сообщил об этом Охранке, по просьбе которой Камо был арестован Берлинской полицией. При аресте у Камо нашли поддельный австрийский паспорт и чемодан с детонаторами, которые он собирался использовать в другом крупном ограблении банка.

## Обналичивание банкнот

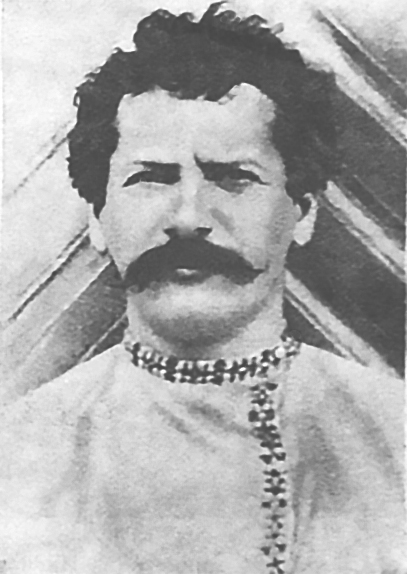
Максим Литвинов в 1902 г.

Узнав об аресте Камо и опасаясь собственного ареста, Ленин вместе с женой бежал из Финляндии. Чтобы избежать слежки, он ночью прошёл 5 км по замёрзшему озеру и сел на пароход на соседнем острове. Во время этого путешествия Ленин и его два спутника едва не утонули, когда лёд под ними начал трескаться. Позже Ленин писал, что это был бы «глупый способ умереть». После побега из Финляндии Ленин с женой направились в Швейцарию.
Мелкие купюры, полученные в результате ограбления, было легко обменять, но номера 500-рублёвых купюр были известны властям, что делало невозможным их обмен в российских банках. К концу 1907 года, Ленин решил обменять оставшиеся 500-рублёвые купюры за рубежом. Красин попытался изменить некоторые номера банкнот. Две сотни купюр были вывезены за границу Мартыном Лядовым (они были зашиты в его жилет жёнами Ленина и Богданова на квартире Ленина в Куоккала). План Ленина состоял в том, чтобы несколько лиц обменяли украденные 500-рублёвые купюры одновременно в ряде банков по всей Европе. Житомирский узнал о плане и сообщил об этом Охранке, которая связалась с отделениями полиции по всей Европе с просьбой арестовать всех, кто пытался бы обменять купюры.
В январе 1908 ряд лиц были арестованы при попытке обмена. Нью-Йорк Таймс сообщила, что одна женщина, которая обналичивала 500-рублёвую купюру, после вызова полиции попыталась проглотить её, однако, прибывшие полицейские остановили её схватив за горло, забрали бумаги, а потом были арестованы её сообщники на вокзале.
4 января 1908 года в Парижском Гар-дю-Норд с экспроприированными деньгами был задержан большевик Максим Литвинов и его любовница Фрида Ямпольская. При обыске у Литвинова было найдено двенадцать 500-рублёвых купюр из числа похищенных в Тифлисе. Министерство юстиции Франции выслало Литвинова и его спутницу с французской территории вопреки просьбе российского правительства об его экстрадиции. Официально правительство Франции заявило, что российский запрос на экстрадицию был представлен слишком поздно, но по некоторым сведениям отказ в экстрадиции был связан с тем, что французские социалисты оказали на правительство политическое давление с целью добиться освобождения Литвинова.
В Мюнхене при размене денег была задержана Сарра Равич, а также Тигран Багдасарян (настоящее имя Константин Зарян) и Мигран Ходжмирянц (настоящее имя Армен Бекзадян).
В августе 1908 года Ленин написал письмо секретарю Международного социалистического бюро Камилю Гюйсмансу с просьбой официально подтвердить, что эти трое арестованных — члены РСДРП, что было нужно для их защиты.
В январе 1908 года в Стокгольме с «тифлисскими» деньгами был задержан Ян Мастерс (Янис Страуян). Сначала его осудили за соучастие в ограблении, но после апелляции, так как не было доказано, что Мастерс знал о происхождении банкнот, апелляционный суд Швеции приговорил его к шести месяцам тюрьмы за кражу. В тюрьме Лонгхольмен он просидел с 27 мая по 27 ноября 1908 года.
Надежда Крупская, жена Ленина, упоминает эти события в своих воспоминаниях:
Деньги от тифлисской экспроприации были переданы большевистской фракции. Но их нельзя было использовать. Они были в пятисотках, которые надо было разменять. В России этого нельзя было сделать, ибо в банках всегда были списки номеров, взятых при экспроприации пятисоток. Теперь, когда реакция свирепствовала вовсю, надо было устраивать побеги из тюрем, где царское правительство мучило революционеров, надо было, для того чтобы не дать заглохнуть движению, ставить нелегальные типографии и т. п. Деньги нужны были до зарезу. И вот группой товарищей была организована попытка разменять пятисотки за границей одновременно в ряде городов. Как раз через несколько дней после нашего приезда за границу была сделана ими попытка разменять эти деньги. Знал об этом, принимал участие в организации этого размена провокатор Житомирский. Тогда никто не знал, что Житомирский провокатор, и все относились к нему с полным доверием. А он уже провалил в это время в Берлине т. Камо, у которого был взят чемодан с динамитом и которому пришлось долго сидеть потом в немецкой тюрьме, а затем германское правительство выдало Камо России. Житомирский предупредил полицию, и пытавшиеся произвести размен были арестованы. В Стокгольме был арестован латыш, член Цюрихской группы, в Мюнхене — Ольга Равич, член Женевской группы, наша партийка, недавно вернувшаяся из России, Богдасарян и Ходжамирян. В самой Женеве был арестован Н. А. Семашко, в адрес которого пришла открытка на имя одного из арестованных».
Бракман утверждает, что несмотря на аресты, Ленин продолжал свои попытки обменять 500-рублёвые купюры, и удалось обменять некоторые из них на 10 000 рублей у неизвестной женщины в Москве. По данным Николаевского, однако, Ленин отказался от попытки обмена банкнотами после арестов, но Богданов пытался (неудачно) обменять банкноты в Северной Америке, в то время как Красину удалось сфальсифицировать номера и он успел обменять несколько купюр. Вскоре после этого Ленин и его товарищи сожгли все 500-рублёвые купюры, остававшиеся в их распоряжении.

## Испытания, выпавшие на долю Камо
После ареста в Берлине в ожидании суда, Камо получил записку от Красина через своего адвоката Оскара Кона, в которой говорилось, что он должен симулировать невменяемость. Чтобы продемонстрировать свою невменяемость, Камо отказывался от пищи, разорвал на себе одежду, вырвал себе волосы, пытался повеситься, перерезал себе вены и ел свои собственные экскременты. Чтобы убедиться, что он не симулирует своё состояние, немецкие врачи втыкали ему булавки под ногти, били по спине длинным прутом, жгли его раскалённым железом, но он не вышел из роли. После всех этих испытаний, главный врач Берлинской психиатрической больницы писал в июне 1909 года: «…нет никаких оснований полагать, что [Камо] симулировал невменяемость. Без сомнения, он психически болен, не способен предстать перед судом или отбывать наказание. Крайне сомнительно, что он сможет полностью восстановиться».
В 1909 году Камо был экстрадирован в российскую тюрьму, где он продолжал симулировать невменяемость. В апреле 1910 г. он был предан суду за его роль в Тифлисском ограблении, где он игнорировал происходящее в зале. Судебный процесс был приостановлен, а повторная экспертиза сделала заключение о его вменяемости. Суд в конечном счёте установил, что он был в здравом уме, когда совершал ограбление, но в настоящее время психически болен и должен быть подвернут лечению. В августе 1911 года, после симуляции умопомешательства в течение более трёх лет, Камо сбежал из психиатрического отделения тюрьмы в Тифлисе, распилив решётку на окне и спустившись по самодельной верёвке.
После побега, Камо встречался с Лениным в Париже, и был огорчён, узнав, что произошёл разрыв между Лениным, Богдановым и Красиным. Камо рассказывал Ленину о своём задержании и как он симулировал умопомешательство, находясь в тюрьме.
Покинув Париж, Камо встретился с Красиным и спланировал с ним очередное вооружённое ограбление. Однако ещё до ограбления Камо был схвачен и предан суду в Тифлисе в 1913 году по совокупности дел, в том числе за Тифлисскую экспроприацию. В этот раз Камо не симулировал невменяемость, но сделал вид, что забыл всё, что с ним случилось ранее. Суд был краток и Камо было вынесено четыре смертных приговора.
Обречённому на смерть Камо в очередной раз повезло, когда в честь трёхсотлетия дома Романовых в 1913 году смертный приговор был заменён пожизненным заключением. Камо был освобождён из тюрьмы после Февральской революции в 1917 году.

## Влияние на большевиков
Помимо Камо, никто из организаторов ограбления не был привлечён к уголовной ответственности, и поначалу было неясно, кто нёс ответственность за организацию ограбления. Однако после ареста Камо, Литвинова и других причастных, большевистское участие стало очевидным. Это вызвало бурное недовольство меньшевиков, которые поняли, что большевистский Центр функционировал самостоятельно от Центрального Комитета и предпринимал действия явно запрещённые съездом партии. Лидер меньшевиков Плеханов, высказался за отделение от большевиков. Коллега Плеханова Мартов сказал, что большевистский Центр — это нечто среднее между тайной фракционной ЦК и преступной группировкой. Тифлисский комитет партии исключил из своего состава Сталина и нескольких участников грабежа. Партийное расследование против Ленина было сорвано большевиками.
Разбой, совершённый большевиками, имел крайне негативный резонанс в Грузии и оставил большевиков в Тифлисе без эффективного руководства. После смерти по естественным причинам Екатерины Сванидзе в ноябре 1907 года Сталин редко возвращается в Тифлис. Другие ведущие большевики в Грузии, например, Михаил Цхакая и Филипп Махарадзе, практически не участвовали в работе партии после 1907 года. Другой видный тифлисский большевик Степан Шаумян, переехал в Баку. Популярность большевиков в Тифлисе продолжало падать, и к 1911 году в организации города насчитывалось не более 100 членов.
Ограбление также ухудшило отношения большевистского центра с европейскими группами социал-демократов. Ленинское желание дистанцироваться от ограбления может быть одной из причин раскола с Богдановым и Красиным. Сталин также дистанцировался от банды Камо и умалчивал о своей роли в ограблении.

## Дальнейшая судьба участников
После русской революции 1917 года многие из большевиков, которые участвовали в ограблении, получили политическую власть в новом СССР. Ленин стал его первым премьером — вплоть до своей смерти в 1924 году, затем до самой смерти в 1953 году этот пост занимал Сталин. Максим Литвинов стал дипломатом, наркомом иностранных дел (1930—1939). Леонид Красин, ушедший из политики после раскола с Лениным в 1909 году, присоединился к большевикам после революции 1917 года и служил в качестве Советского торгового представителя в Лондоне и в качестве наркома внешней торговли вплоть до своей смерти в 1926 году.
После освобождения Камо из тюрьмы, он в советское время работал в таможне, поскольку, по некоторым сведениям, был слишком неуравновешен, чтобы работать в силовых структурах. Он погиб в 1922 году, его сбил грузовик, когда он ехал на велосипеде. Хотя нет никаких доказательств намеренного убийства, существуют версии, что Сталин приказал убить его как неудобного свидетеля.
Богданов был исключён из партии в 1909 году, якобы из-за философских разногласий. После большевистской революции он стал ведущим идеологом Пролеткульта.

## Памятник
Площадь графа Эриванского, где была совершена кража, в 1921 году переименована в Площадь Ленина, на ней в 1956 году был воздвигнут большой памятник Ленину. Камо был первоначально погребён недалеко от Эриванской площади, в Пушкинском саду, где был установлен памятник работы скульптора Якоба Николадзе в его честь. Ещё при сталинском правлении останки Камо и памятник были перенесены в другое место. Памятник Ленину был снесён в августе 1991 года и заменён памятником Свободы в 2006 году. Название площади было изменено на площадь Свободы в 1991 году.

## Комментарии
1. ↑  В описываемый период времени будущий министр (нарком) иностранных дел СССР М. М. Литвинов скрывался под псевдонимом Меер Валлах (Радио «Свобода»:"Тифлисская экспроприация" Архивная копия от 14 октября 2010 на Wayback Machine). Под этим именем он проходил в полицейских отчетах об ограблении в Тифлисе (см. там же).